# Скакун германский
Скакун германский (лат. Cylindera germanica) — вид жуков из семейства жужелиц и подсемейства скакунов.

## Этимология
Вид описан из Германии, оттуда и видовое название — germanica.

## Распространение
Встречается германский скакун в Европе, на Кавказе, в Передней Азии, Малой Азии, Сибири, северной части Монголии.

## Описание
Жук в длину достигает всего 8—11,5 миллиметров. На боках переднегруди и эпистернах среднегруди нет волосков. Верхняя губа белого или светло-жёлтого цвета, обычно без киля. Верхняя часть и нижняя часть тела окрашены в тёмно-зелёный цвет, реже в бронзовый или синий. Надкрылья с двумя-тремя белыми маленькими пятнами по боками. Переднеспинка продолговатая.
Верхний край стернитов брюшка не имеют щетинковых пор. Щупики жёлтого цвета с тёмным последним сегментом. Верхняя губа у середины на много шире, чем у бокового края, её передний край извилистый, у середины есть большой зубец. Лоб не имеет волосяного покрова, между глазами плоский.

## Экология
Взрослых жуков можно встретить на травянистых местностях.

## Подвиды
В Вид включают следующие подвиды:
- Cylindera germanica germanica (Linnaeus, 1758)
- Cylindera germanica michaelensis (Vidal, 1916)
- Cylindera germanica muelleri (Magistretti, 1966)
- Cylindera germanica sobrina (Gory, 1833)

## Галерея

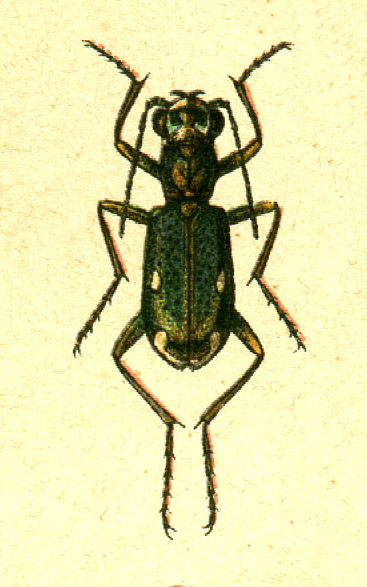
Иллюстрация